# Ткаченко, Владимир Владимирович
Влади́мир Влади́мирович Ткаче́нко (укр. Володимир Володимирович Ткаченко; 13 марта 1964, Чернигов) — украинский историк; доктор исторических наук, профессор; Народный депутат Украины V созыва.

## Биография
Родился в семье инженера-строителя и учительницы. В 1986 г. окончил исторический факультет Черниговского государственного педагогического института имени Т. Г. Шевченко. В 1986—1989 гг. работал учителем истории, права и обществоведения Кобыжчанской средней школы № 1 (Бобровицкий район Черниговской области); возглавлял школьный историко-краеведческий музей, к 800-летию Кобижчи написал историю села.
С октября 1989 г. по май 2006 г. работал ассистентом, старшим преподавателем, доцентом кафедры всемирной (до сентября 1996 г. — всеобщей) истории Черниговского государственного педагогического института имени Т. Г. Шевченко. Одновременно в 1989—1992 гг. был сопредседателем Черниговского областного филиала Всесоюзного историко-просветительского общества «Мемориал», содействовал реабилитации тысяч репрессированных земляков, возвращению из забвения научных трудов черниговских краеведов; с января 2004 г. по май 2005 г. — независимый эксперт по направлению «Детенизация личных доходов граждан» в проекте «Позиция общественности относительно правительственных приоритетов и институциализация правительственных консультаций с общественностью в процессе формирования государственной политики на Украине» Секретариата Кабинета Министров Украины, Министерства экономики и по вопросам европейской интеграции Украины и Международного центра перспективных исследований.
В 1992 г. создал и возглавил частное предприятие «Вольт» по производству электронных автомобильных приборов и реализации продуктов питания.
С мая 2006 по июнь 2010 г. — профессор кафедры управления и евроинтеграции Национальный педагогический университет имени М. П. Драгоманова. С апреля 2011 г. — главный научный сотрудник Института педагогики Национальной академии педагогических наук Украины. С ноября 2012 г. — ректор Межотраслевой академии управления.
С 1 ноября 2016 годе — исполняющий обязанности директора Института модернизации содержания образования при Минобразования Украины.

## Общественно-политическая деятельность
Избирался депутатом Черниговского городского (2002—2006) и областного советов (2006).
В 2006 г. избран народным депутатом Украины от Блока политических партий Юлии Тимошенко, председатель Комитета Верховного Совета Украины по вопросам культуры и духовности, председатель подкомитета по вопросам гуманитарного образования, науки и информатизации Комитета Верховного Совета Украины по вопросам науки и образования. 
Член Национального союза краеведов Украины. Член Национальной экспертной комиссии по вопросам защиты общественной морали (2007—2008). Член Консультативного совета по вопросам информатизации при Верховной Раде Украины (2006—2008). Руководитель группы советников наблюдательного совета благотворительной организации «Славянский фонд» (с 2007).

## Научная деятельность
В студенческие годы участвовал в археологических экспедициях, возглавлял скифо-античную секцию археологического кружка, которым руководила кандидат исторических наук Э. В. Яковенко; был председателем Студенческого научного общества института. Работа «Киммерийцы на Черниговщине» была отмечена Почётной грамотой на Всесоюзной научной студенческой конференции (Москва, 1982).
В 1995 г. защитил кандидатскую диссертацию «Розвиток історичного краєзнавства на Чернігівщині у 20-30-х рр. ХХ ст.» (научный руководитель — О. Б. Коваленко). Тема докторской диссертации — «Розвиток української науки в загальносоюзному суспільно-політичному контексті(20-30-ті рр. ХХ ст.)»
Автор более 200 публикаций по истории Украины, истории древнего мира, археологии, истории государства и права, методике преподавания истории.

## Награды и отличия
- Нагрудный знак «Отличник образования Украины» (2000).
- Почётная грамота Кабинета Министров Украины (2005)
- Заслуженный работник науки и образования